# Nigra sum

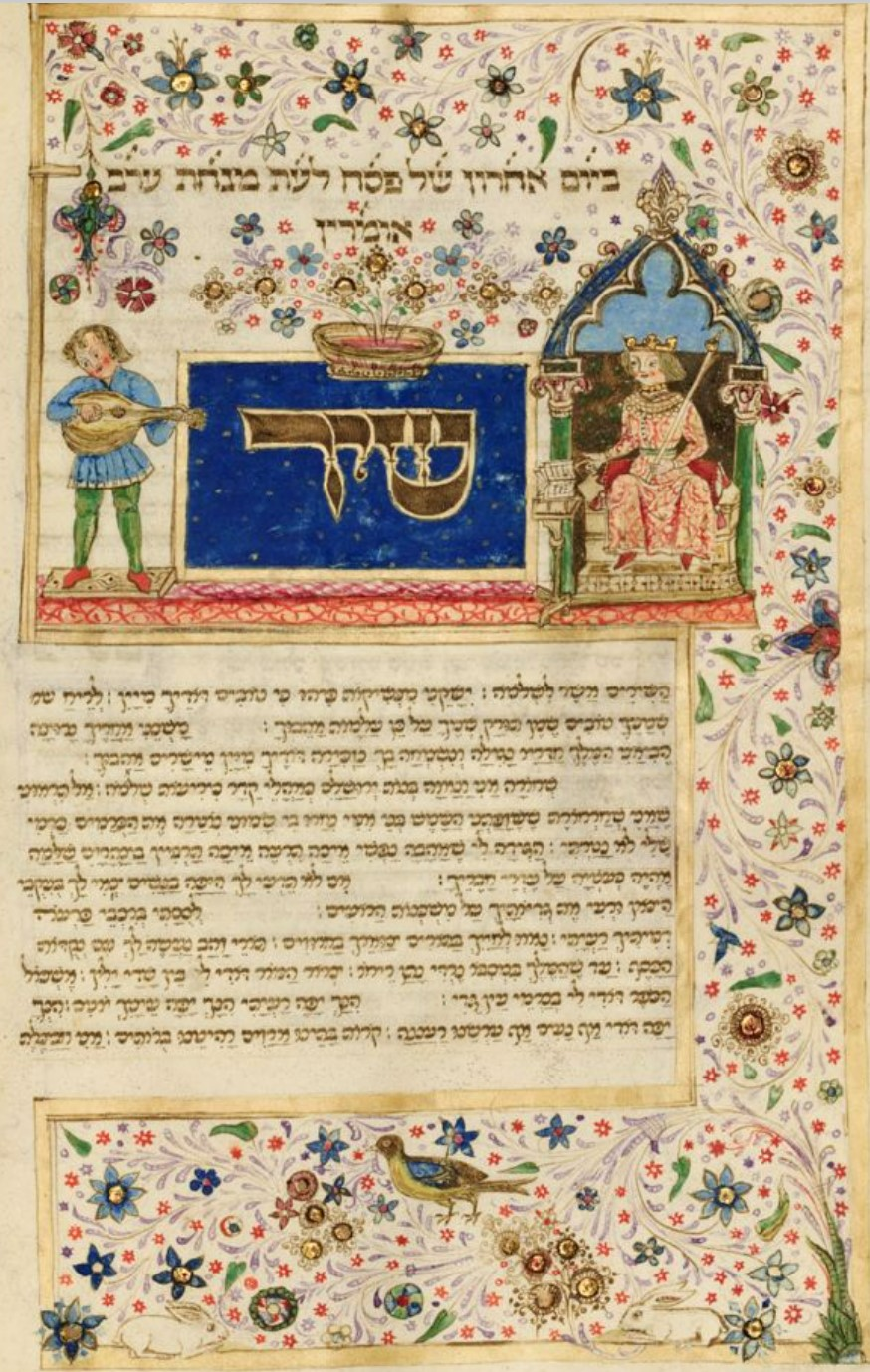
L'incipit del Càntic dels Càntics (Florència, 1492), Museu de la Diàspora de Tel-Aviv

Nigra sum, sed formosa ("Soc negra, però formosa" en llatí) és el vers del Càntic dels Càntics (1:5) de la Vulgata, la traducció de la Bíblia feta per Jeroni d'Estridó a finals del segle IV. Tanmateix, al text original en hebreu, hi ha escrit: "Soc negra i formosa".
Aquest passatge bíblic ha inspirat un bon nombre de composicions musicals.

## Nigra sumalCàntic dels Cànticsde la Vulgata
Cal tenir present que l'exegesi reflecteix invariablement la ubicació social i històrica de l'intèrpret. El bíblic Nigra sum és un exemple de com temes i qüestions dispars es veuen de formes diferents en lectors i traductors de diferents èpoques. Per això, des de la sensibilitat del problema del racisme del segle XX i XXI, aquest capítol del Càntic dels Càntics és objecte d'estudi per les seves al·lusions racials. Els versets proclamen "Soc negra i bella, oh filles de Jerusalem, com les tendes de Quedar, com els pavellons de Salomó" en el text hebreu. També ho fa en la traducció al grec de la Septuaginta o Bíblia dels Setanta (μέλαινάεἰμι ἐγὼ καὶ καλή). Malgrat que el mot emprat en hebreu i en grec té un cert regust pejoratiu, la comparació amb Quedar i Salomó evoquen dignitat.

## "Negra soc, però formosa" o "Negra soc i formosa"
La Vulgata fou la traducció de la Bíblia més comuna dins el cristianisme, fins i tot abans que el Concili de Trento la declarés com la versió oficial dins l'Església catòlica. Així, durant segles la majoria de les traduccions posteriors a la Vulgata, ni que fos per la força de la tradició, en aquest passatge bíblic han oposat la idea de ser "negre o bru" a ser "bell". Per això, tot i que en el text original hebreu "negra i bella" són mots enllaçats per una conjunció copulativa, s'ha traduït habitualment per "però" o "tanmateix". Per exemple, "Soc bruna, però bonica " a la Bíblia Catalana Interconfessional de 2018, o "Soc negra, però bonica" a la Bíblia de Montserrat de 1970.
Tot i que et o καὶ (i) pot significar en llatí o grec tant la unió de dues qualitats com la unió d'una qualitat i un defecte, Jeroni d'Estridó optà per interpretar-la com una oposició unint els dos adjectius amb la partícula sed (però). De tota manera, el verset en la forma "Negra soc, però formosa" ha fet sorgir interpretacions com la de Bernat de Claravall, que hi veu una al·legoria d'una oposició entre el món exterior i interior, entre semblança i veritat, tot seguint una estela que es remunta a Orígenes.

## Les obres musicals
L'antífona Nigra sum, sed formosa ha estat musicada per diversos autors amb aquest text:
| « Nigra sum sed formosa, filiæ Jerusalem. Ideo dilexit me Rex et introduxit me in cubiculum suum. Et dixit mihi : surge et veni amica mea. Jam hiems transit, imber abit et recessit. Flores apparuerunt in terra nostra. Tempus putationis advenit. Alleluia. » |  |  | « Sóc negra però sóc bella, filles de Jerusalem. Així que el rei em va estimar i em va portar a les seves cambres, i em va dir: "Aixeca't, amiga meva, i vine. Per fi ha passat l'hivern, la pluja ens deixa i s'allunya, les flors han aparegut a la terra, ha arribat l'hora de la poda. Al·leluia. » |

Entre diversos compositors cal destacar:
Motets:
- Cant gregorià: Nigra sum
- Jean Lhéritier: Nigra sum (1532).
- Francisco de Peñagolosa (c.1479-1528) Nigra sum
- Jacob Clemens non Papa (atribuïda també a Crecquillon): Nigra sum (1554).
- Gioseffo Zarlino: Nigra sum (1549).
- Giovanni Pierluigi da Palestrina: Nigra sum, motet a 5 veus. (1554).
- Andreas de Silva: Nigra sum, a 6 veus (1572).
- Tomás Luis de Victoria: Nigra sum sed formosa In Purificatione Beatæ Maria virginis (1576)
- Claudio Monteverdi (1567-1643): Nigra sum, dins Vespro della Beata Vergine (1610).
- Francesco Dognazzi (1585-c.1644),  Nigra sum, dins Motetti a una, due, tre et quattra voci col basso continuo et per l’organo. Venècia, 1618.
- Giacomo Carissimi: Nigra sum a 2 veus i baix continu (Roma, 1650).
- Alessandro Scarlatti: Nigra sum, vers el 1700.
- Pau Casals: Nigra sum, per a cor infantil o femení a 3 veus i orgue (Prada, 1943).
- Christopher Gibert: Nigra sum (2015)

Misses:
- Giovanni Pierluigi da Palestrina: Missa "Nigra sum".
- Joachim Brille, Missa quatuor vocum ad imitationem moduli Nigra sum (a imitació de la melodia gregoriana Nigra sum).

## ElNigra sumde Pau Casals

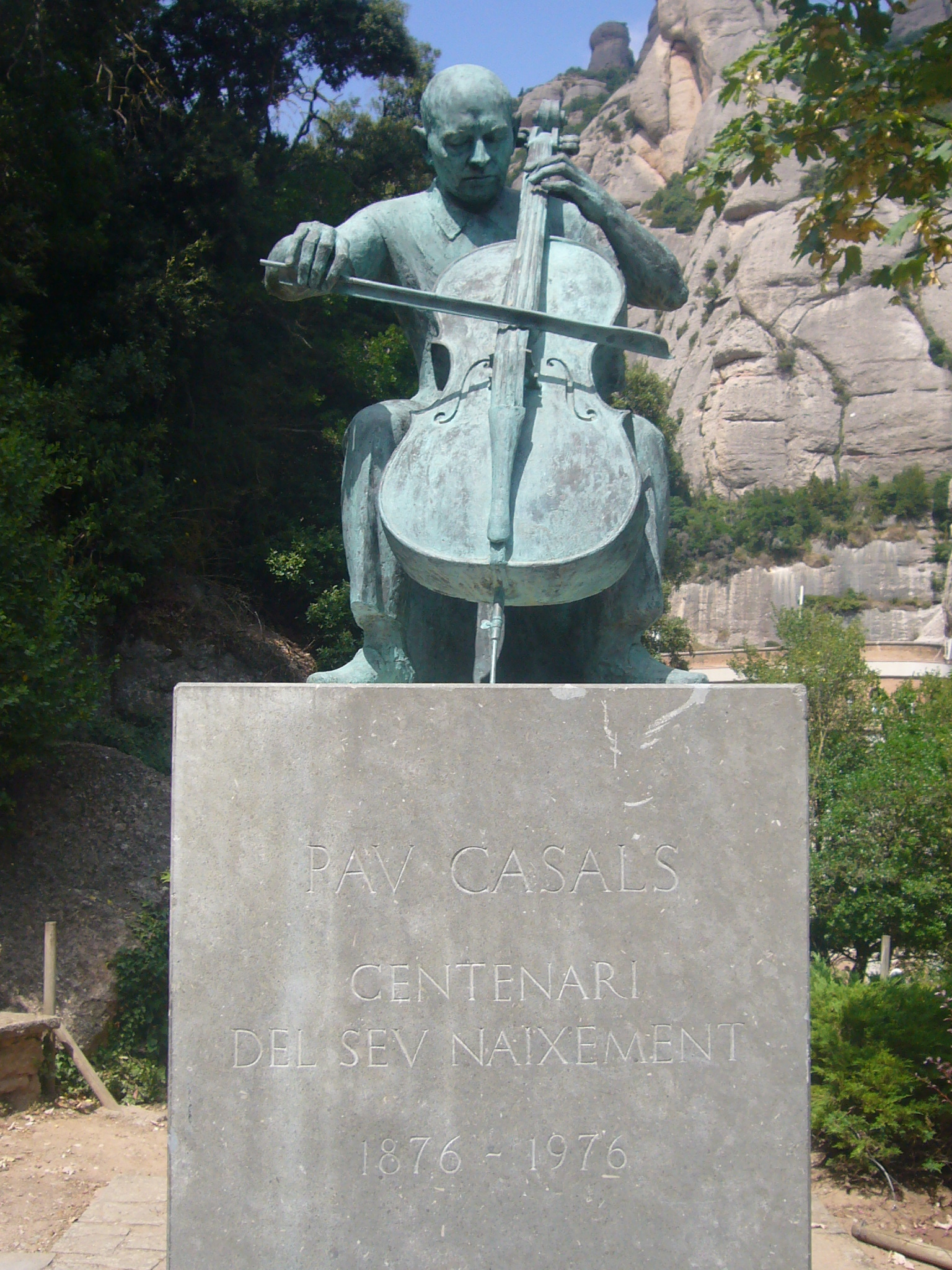
Monument a Montserrat a Pau Casals, autor del motet Nigra sum

Pau Casals (1876-1973) va compondre durant el seu exili de Prada de Conflent un Nigra sum basat en l'antífona que aplega els versets. I, 5 i II, 10-12 del Càntic dels Càntics. Casals la dedicà a l'abadia de Montserrat, ja que enaltia la figura negra de la Mare de Déu de Montserrat, tot pensant en la seva escolania i el rol d'aquell monestir exercia en els anys de la Catalunya de la postguerra i el franquisme. "Per al mestre, Montserrat era el símbol de Catalunya", afirmà Maria Montáñez, vídua de Pau Casals en la inauguració, el 1976, del monument dedicat al músic català a Montserrat obra de Joan Rebull.
Casals posà música a l'antífona que la tradició ha convertit en un càntic marià en veure Maria evocada en la núvia del Càntic dels Càntics. Reforçada, en aquest cas, per la negritud de la imatge d'aquell santuari.
El 2020 l'Escolania de Montserrat, en un concert d'homenatge a Pau Casals, dirigida per Llorenç Castelló interpretà el Nigra sum entre altres obres escrites per Pau Casals per a l'escolania montserratina que aquest cor té integrades al seu repertori habitual.